# Chaos and Creation in the Backyard
| Recensione | Giudizio |
| ---------- | -------- |
| AllMusic   | [ 1 ]    |

Chaos and Creation in the Backyard è il diciottesimo album in studio di Paul McCartney, pubblicato nel 2005.

## Descrizione
L'album, prodotto da Nigel Godrich, già apprezzato per le sue collaborazioni con i Radiohead, rappresenta per l'ex bassista dei Beatles un ritorno a sonorità di rock-pop acustico già sperimentate nei primi anni settanta con gli album McCartney e Ram e nel 1997 con Flaming Pie.
Registrato tra il novembre 2003 e l'aprile 2005, il disco vede la partecipazione del flautista venezuelano Pedro Eustache, che suonò il duduk in Jenny Wren, che ha ricordato di avere inciso questo contributo in una sola take.

## Tracce
Testi e musiche di Paul McCartney.
1. Fine Line – 3:05
2. How Kind of You – 4:47
3. Jenny Wren – 3:46
4. At the Mercy – 2:37
5. Friends to Go – 2:43
6. English Tea – 2:12
7. Too Much Rain – 3:24
8. A Certain Softness – 2:41
9. Riding to Vanity Fair – 5:06
10. Follow Me – 2:31
11. Promise to You Girl – 3:10
12. This Never Happened Before – 3:24
13. Anyway – 7:22 – contiene la traccia la fantasma I've Got Only Two Hands

## Formazione
- Paul McCartney - voce, chitarra elettrica, chitarra acustica, basso, pianoforte, percussioni, batteria, sintetizzatore, armonium, flicorno, autoharp, organo Hammond, spinetta, melodica, programmazione, vibrafono, glockenspiel, violoncello, flauto dolce
- Rusty Anderson - chitarra
- Nigel Godrich - programmazione
- James Gadson - batteria
- Jason Falkner - chitarra
- Brian Ray - chitarra
- Abe Laboriel Jr. - percussioni
- Joey Waronker - percussioni
- Pedro Eustache - duduk

## Possibili riferimenti alla leggenda PID
Secondo i sostenitori della leggenda PID, il titolo dell'album è l'anagramma di He Died in a Car Crash on a Batty Conk (Morì in un incidente in macchina con un violento colpo alla testa), scelto volutamente dall'artista.

## Classifiche
| Paese       | Posizione massima |
| ----------- | ----------------- |
| Italia      | 3                 |
| Francia     | 3                 |
| Svezia      | 3                 |
| Germania    | 4                 |
| Danimarca   | 5                 |
| Stati Uniti | 6                 |
| Norvegia    | 8                 |
| Svizzera    | 9                 |
| Regno Unito | 10                |
| Austria     | 13                |
| Giappone    | 19                |
| Finlandia   | 20                |
| Australia   | 33                |